# Русилово (Псковская область)
Русилово — деревня в Ершовской волости Псковского района Псковской области России.
Расположена в 16 км к северу от центра города Пскова и в 12 км к востоку от волостного центра деревни Ершово.
| 2001 | 2002 | 2010 |
| ---- | ---- | ---- |
| 11   | ↘7   | ↗8   |